# Dusona einbecki
Dusona einbecki là một loài tò vò trong họ Ichneumonidae.